# Thyroptera discifera
Il pipistrello dell'Honduras (Thyroptera discifera  Lichtenstein & Peters, 1855) è un pipistrello della famiglia dei Tirotteridi diffuso in America centrale e meridionale.

## Descrizione

### Dimensioni
Pipistrello di piccole dimensioni, con la lunghezza della testa e del corpo tra 37 e 47 mm, la lunghezza dell'avambraccio tra 31 e 35 mm, la lunghezza della coda tra 24 e 33 mm, la lunghezza del piede tra 4 e 6 mm, la lunghezza delle orecchie tra 10 e 14 mm e un peso fino a 4 g.

### Aspetto
La pelliccia è lunga e lanuginosa. Le parti dorsali sono marroni o rossastre, mentre le parti ventrali sono bruno-grigiastre o giallastre. Il muso è lungo ed appuntito, gli occhi sono piccoli. Le orecchie sono a forma di imbuto, separate e marroni chiare. Il trago è corto e con l'estremità arrotondata. Le ali sono attaccate posteriormente alla base dell'artiglio dell'alluce. Sono presenti dei grossi cuscinetti adesivi rotondi alla base dei pollici e sulla pianta dei piccoli piedi. La punta della lunga coda si estende per circa 2–4 mm oltre l'ampio uropatagio, il quale è ricoperto densamente di peli sulla superficie dorsale fino all'altezza delle ginocchia. Il calcar è lungo e con un piccolo rigonfiamento lungo il bordo esterno. Il cariotipo è 2n=32 FNa=38.

## Biologia

### Comportamento
Si rifugia in piccoli gruppi fino a 15 individui all'interno di foglie arrotolate di giovani alberi di banani e del genere Heliconia.

### Alimentazione
Si nutre di ragni e falene.

## Distribuzione e habitat
Questa specie è diffusa nell'America centrale e in quella meridionale fino alla Bolivia settentrionale.
Vive nelle foreste sempreverdi, cerrado, boscaglie e piantagioni di banane.

## Tassonomia
Sono state riconosciute 2 sottospecie:
- T.d.discifera: Colombia, Venezuela, Guyana, Suriname, Guyana francese, Ecuador, Perù, Bolivia settentrionale e stati brasiliani di Pará, Bahia, Amazonas e Mato Grosso;
- T.d.abdita (Wilson, 1976): Nicaragua sud-orientale, Costa Rica nord-orientale e Panama centrale.

## Conservazione
La IUCN Red List, considerato il vasto areale, classifica T.discifera come specie a rischio minimo (Least Concern)).